# SN 2005lz
SN 2005lz – supernowa typu Ia odkryta 24 grudnia 2005 roku w galaktyce UGC 1666. W momencie odkrycia miała maksymalną jasność 17,80m.